# Уинслоу (Арканзас)
Уинслоу (англ. Winslow) — город, расположенный в округе Вашингтон (штат Арканзас, США), с населением в 399 человек по статистическим данным переписи 2000 года.
В городе родился писатель Дуглас Джонс.

## География
По данным Бюро переписи населения США город Уинслоу имеет общую площадь в 4,92 квадратных километров, водных ресурсов в черте населённого пункта не имеется.
Город Уинслоу расположен на высоте 527 метров над уровнем моря.

## Демография
По данным переписи населения 2000 года в городе Уинслоу проживало 399 человек, 108 семей, насчитывалось 148 домашних хозяйств и 170 жилых домов. Средняя плотность населения составляла около 81,4 человек на один квадратный километр. Расовый состав города по данным переписи распределился следующим образом: 91,48 % белых, 1,00 % — чёрных или афроамериканцев, 2,01 % — коренных американцев, 4,76 % — представителей смешанных рас, 0,75 % — других народностей. Испаноговорящие составили 0,75 % от всех жителей города.
Из 148 домашних хозяйств в 31,1 % — воспитывали детей в возрасте до 18 лет, 60,8 % представляли собой совместно проживающие супружеские пары, в 8,1 % семей женщины проживали без мужей, 26,4 % не имели семей. 22,3 % от общего числа семей на момент переписи жили самостоятельно, при этом 8,8 % составили одинокие пожилые люди в возрасте 65 лет и старше. Средний размер домашнего хозяйства составил 2,70 человек, а средний размер семьи — 3,18 человек.
Население города по возрастному диапазону по данным переписи 2000 года распределилось следующим образом: 28,6 % — жители младше 18 лет, 8,0 % — между 18 и 24 годами, 23,3 % — от 25 до 44 лет, 25,8 % — от 45 до 64 лет и 14,3 % — в возрасте 65 лет и старше. Средний возраст жителей составил 38 лет. На каждые 100 женщин в городе приходилось 105,7 мужчин, при этом на каждые сто женщин 18 лет и старше приходилось 103,6 мужчин также старше 18 лет.
Средний доход на одно домашнее хозяйство в городе составил 24 306 долларов США, а средний доход на одну семью — 28 125 долларов. При этом мужчины имели средний доход в 28 625 долларов США в год против 17 125 долларов среднегодового дохода у женщин. Доход на душу населения в городе составил 12 109 долларов в год. 17,5 % от всего числа семей в округе и 24,0 % от всей численности населения находилось на момент переписи населения за чертой бедности, при этом 37,3 % из них были моложе 18 лет и 15,4 % — в возрасте 65 лет и старше.